# Mélo
Mélo ist ein französisches Filmdrama von Alain Resnais aus dem Jahr 1986. Als literarische Vorlage diente das gleichnamige Theaterstück (1929) von Henri Bernstein. 

## Handlung
Paris 1926: Die alten Studienfreunde Marcel und Pierre treffen sich eines Abends, um alter Zeiten zu gedenken. Beide sind Violinisten. Doch während Marcel ein berühmter Virtuose und Weltenbummler geworden ist, begnügt sich Pierre mit einem kleinen Orchester und dem ruhigen Leben mit seiner Frau Romaine, die er stets „Maniche“ nennt. Als diese den sensiblen Marcel bei einem gemeinsamen Abendessen kennenlernt, sind beide schnell voneinander fasziniert. Sie beginnen eine Affäre.
Als Marcel zu einer Konzertreise aufbrechen muss, hofft er, Romaine werde bei seiner Rückkehr für ihn frei sein. Um ihren Mann Pierre loszuwerden, entschließt sich Romaine, ihn langsam zu vergiften. Während Pierre sich von Tag zu Tag schlechter fühlt, kümmert sich Romaines schüchterne Cousine Christiane liebevoll um ihn. Romaine wird schließlich ungeduldig und erste Gewissensbisse machen sich bei ihr breit. Die treuherzige Art ihres Gatten, die sehr in Kontrast zur Reserviertheit ihres Geliebten steht, stürzen sie in eine emotionale Krise. Verzweifelt begeht sie schließlich Selbstmord in der Seine.
Pierre heiratet daraufhin Christiane und bekommt mit ihr ein Kind. Drei Jahre später treffen er und Marcel erneut aufeinander. Um Pierres Andenken an Romaine nicht zu beschmutzen, schwört Marcel, dass zwischen ihm und Romaine nie etwas gewesen sei. Zuletzt spielen sie gemeinsam Musik, Marcel an der Violine und Pierre am Klavier.

## Hintergrund
Henri Bernsteins gleichnamiges Theaterstück von 1929 war sowohl in Paris als auch in New York seinerzeit ein großer Erfolg und ist bereits mehrfach verfilmt worden, unter anderem 1932 unter dem Titel Der träumende Mund. Regisseur Alain Resnais setzte Mélo im Stil eines Boulevardstücks in nur 20 Tagen filmisch in Szene. Er arbeitete dabei zum dritten Mal mit der gleichen Besetzung zusammen. Bereits für die Filme Das Leben ist ein Roman (1983) und Liebe bis in den Tod (1984) hatte er die Schauspieler Sabine Azéma, Pierre Arditi, André Dussollier und Fanny Ardant für die Hauptrollen verpflichtet. 
Am 3. September 1986 feierte Mélo in Frankreich Premiere. In Deutschland kam der Film am 28. Januar 1988 in die Kinos.

## Kritiken
Für das Lexikon des internationalen Films war Mélo eine „[ü]berzeugend besetzte, detailgenaue Verfilmung eines bekannten Boulevard-Stückes, die die Theaterillusion zum Thema macht und dem Wirkungsmechanismus des Melodrams auf die Spur zu kommen versucht“. Der Film bleibe am Ende ein „faszinierender Versuch, mit stilisierten Mitteln dem Motiv der Sinnsuche auch hinter trivialen Formen nachzuspüren“. Cinema zufolge sei der Film „[i]ronisch distanziert und voller Lust am Experiment“. Alain Resnais sei ein „Kinogenie“ und mache „Theater wunderbar“.
Vincent Kenby von der New York Times meinte, dass Mélo zwar „überschaubar“ erscheine, jedoch „schwer zu verstehen“ sei, „worum es eigentlich geht“. Leider setze die „Anfangsszene des Films den Maßstab sehr hoch, dem nichts, was darauf folgt, gerecht werden kann“. Fanny Ardant rage unter den Nebendarstellern heraus. „Stark, groß, leicht reserviert“ wie sie sei, verleihe sie „ihrer kleinen Rolle mehr verheißungsvolle, mysteriöse Bedeutung, als es eigentlich für diese Rolle vorgesehen war“. Desson Howe von der Washington Post kam zu dem Schluss, dass Resnais mit Mélo „vielleicht nicht seinen besten Film gedreht“ habe, aber es etwas an der „tragischen Romanze“ des Films gebe, „das einen in den Bann zieht“.

## Auszeichnungen
Bei der César-Verleihung 1987 war der Film in acht Kategorien nominiert. In den Kategorien Bester Film, Beste Regie, Bester Hauptdarsteller (André Dussollier), Beste Kamera, Beste Kostüme (Catherine Leterrier) und Bestes Szenenbild (Jacques Saulnier) unterlag Mélo der Konkurrenz. Lediglich Sabine Azéma als Beste Hauptdarstellerin und Pierre Arditi als Bester Nebendarsteller konnten die Trophäe gewinnen.

## Deutsche Fassung
Die deutsche Synchronfassung entstand bei der Interopa Film GmbH, Berlin. Für das Dialogbuch und die Synchronregie war Mina Kindl zuständig.
| Rolle               | Darsteller       | Synchronsprecher |
| ------------------- | ---------------- | ---------------- |
| Romaine Belcroix    | Sabine Azéma     | Evelyn Maron     |
| Christiane Levesque | Fanny Ardant     | Gisela Fritsch   |
| Pierre Belcroix     | Pierre Arditi    | Joachim Kerzel   |
| Marcel Blanc        | André Dussollier | Volker Brandt    |